# Shūji Sano

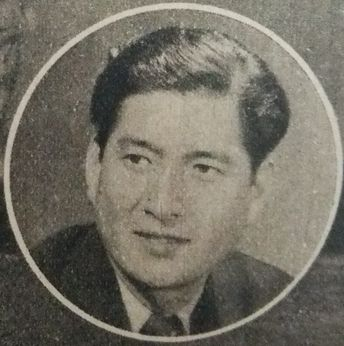
Sano, circa 1948

Shūji Sano (japanisch 佐野周二, Sano Shūji, eigentlich: Sekiguchi Shōsaburō (関口 正三郎); geb. 21. November 1912 in der Präfektur Tokio; gest. 21. Dezember 1978) war ein japanischer Filmschauspieler.

## Leben und Wirken
Sanō trat 1935 zunächst in eine Handelsfirma in Kōbe ein, bewarb sich dann aber bei der Filmgesellschaft Shōchiku und wurde als einer unter 1000 Bewerbern genommen. Seinem Debüt 1936 in dem Film „Die Z-Männer, die jugendliche Sturmtruppe“ folgten im selben Jahr noch drei weitere Filme. Und bald gehörte er mit Ken Uehara (上原 謙; 1909–1991) und Saburi Shin zu den „drei Zugpferden von Shōchiku“.
Seinen Höhepunkt erreichte er in den Jahren 1941. Er war während des Krieges weiter aktiv trotz verschiedener Einberufungen. In der Zeit verlor er seine Frau und die älteste Tochter.
Nach dem Kriege trat Sano weiter auf, machte sich dann 1953 selbstständig und trat ab 1965 auch im Fernsehen auf. Er starb 1978 unerwartet an Herzinsuffizienz.
Insgesamt trat Sano in 147 Filmen auf.

## Filmografie (Auswahl)
(Filme unter Ozu Yasujirō sind mit einem * gekennzeichnet)
- Die Z-Männer, die jugendliche Sturmtruppe (Zメン青春突撃隊, Zmen seishun kogeki-dan), 1936
- Mond über der alten Burg (荒城の月, Kōjō no tsuki), 1937[A 1]
- Was hat die Dame vergessen? (淑女は何を忘れたか), 1937 *
- Ein Patriot (愛国の花, Aikoku no hana), 1942
- Es war einmal ein Vater (父ありき, Chichi ariki), 1942 *
- Ein Huhn im Wind (風の中の牝どり, Kaze no naka no mendori), 1948 *
- Prost, Fräulein (お嬢さん乾杯!, Ojōsan kampai!), 1949
- Weizenherbst (麦秋, Bakushū), 1951 *
- Carmen kehrt heim (カルメン故郷に帰る, Karumen kokyō ni kaeru), 1951
- Ein plötzlicher Regenschauer (驟雨, Shūu), 1956
- Der Weiße Reiher (白鷺, Shirasagi), 1958[A 2]
- Sonne über Kurobe (黒部の太陽, Kurobe no Taiyō), 1968[A 3]
- Eine traurige Erzählung (悲愁物語, Hishū monogatari), 1977

1. ↑  Dies war eine Darstellung des kurzen Lebens von Taki Rentarō unter dem Titel seines Liedes „Kōjō no Tsuki“.
2. ↑  Der Film basiert auf einer Novelle von Izumi Kyōka.
3. ↑  Der Film beschreibt die Schwierigkeiten beim Bau der Kurobe-Talsperre.

## Fernsehen
Sano trat auch in zahlreichen Fernseh-Serien auf.